# 윤창중
윤창중(尹昶重, 1956년 7월 17일 ~ )은 대한민국의 언론인 출신으로, 박근혜 정부에서 대통령비서실 보좌관 겸 대변인을 지냈다.

## 학력
- 강경중앙초등학교 졸업
- 강경중학교 졸업
- 경동고등학교 졸업
- 고려대학교 화학 학사
- 고려대학교 정책대학원 경제정책학과 (경제학 석사)
- 중앙대학교 대학원 정치외교학과 (정치학 박사과정 수료)

## 생애
윤창중은 1956년 7월 17일에 충청남도 논산에서 태어났다. 1981년 한국일보에 입사한 것을 시작으로 언론계에 입문하였고, 이후 코리아타임스와 KBS, 세계일보와 문화일보에서 기자로 근무하였다. 세계일보 기자였던 윤창중은 노태우 정부 말기 청와대 정무수석실 행정관을 지냈다가 이후 정치부장까지 지냈다. 그는 1997년 대선 당시 이회창 한나라당 후보 언론 보좌역을 맡았으며, 1999년에 문화일보 논설위원으로 언론계에 복귀했다.
2011년 말에 문화일보에서 퇴직한 윤창중은 블로그를 운영하면서, 칼럼니스트와 정치평론가로 활동하였다. 이후 2012년 12월 24일에 윤창중은 박근혜 대통령 당선인 수석 대변인으로 임명되었으며, 2013년 2월 24일에는 박근혜 정부의 초대 대통령비서실 대변인에 내정되었다. 민주통합당은 그에게 대변인 임명을 하는 것에 대해, ‘어처구니 없는 인선’이라고 비판하였다.
정치부 기자로 경력을 바탕으로 1994년에 출판한 《김영삼 대통령과 청와대 사람들》과  2007년에 출판한 《만취한 권력》 등의 저서에서 정치에 대한 비판을 하였는데, 대변인에서 경질된 후 정치 권력을 비판하던 과거 저서가 다시 화제가 되기도 하였다.

## 성추행 스캔들
윤창중은 2013년 5월 5일에 박근혜 대통령의 미국 방문길에 청와대 대변인으로 동행하였다. 이 일정은 한국시간으로 5월 10일 오후까지 예정돼 있었다. 그러나, 윤창중은 방미 도중 여자 인턴의 엉덩이를 만지고 추태를 부린 잘못으로  5월 9일 오전 11시(EST)에 전격적으로 경질되었고, 전날인 5월 8일 13시 35분(EST)에 윤창중은 이미 워싱턴 덜레스 국제공항을 이용하여 대한민국으로 귀국했던 것으로 알려졌다.
대한민국 청와대는 "불미스러운 일에 연루됨으로써 고위 공직자로서 부적절한 행동을 보이고 국가의 품위를 손상했다"면서, 윤창중의 경질 사유를 밝혔으며, 미국 경찰은 이와 관련하여 성추행 혐의를 토대로 수사를 하였다.
대한민국으로 돌아온 윤창중은 귀국한 지 2일이 지난 5월 11일에 기자회견을 열고 성추행 논란에 대해 입장을 밝혔는데, "여자 가이드의 허리를 툭 한 차례 치면서, 앞으로 잘해 미국에서 열심히 살고 성공해 이렇게 말을 하고 나온게 전부"라면서, "미국의 문화를 잘 알지 못했다"라고 말했다. 또한, 윤창중은 자신이 "야반도주하듯 한국에 온 것이 아니라, 이남기 홍보수석의 지시에 의해 한국으로 돌아와 청와대 민정수석실의 조사를 받았다"며, 5월 8일 아침에도 알몸 상태로 인턴 직원을 맞이한게 아니라 속옷 차림으로 맞이한 것이라고 주장하였다.
5월 11일의 기자 회견 이후 윤창중은 경기도 김포의 자택에서 칩거하였으며, 그 사이에 청와대 측은 윤창중이 민정수석실 조사에서 자신이 인턴 직원의 엉덩이를 만졌고, 알몸 상태로 인턴 직원을 맞이했다고 언론에 밝혔다. 또한, 청와대의 곽상도 민정수석은 청와대에서 윤창중의 귀국을 종용한 것 아니냐는 기자들의 질문에 "청와대의 귀국 지시가 있었다고 해도 국내법이나 미국법상으로 문제가 될 게 없다"라고 밝혔다. 윤창중은 기자회견 다음날인 5월 12일에는 검사 출신의 한 변호사를 만나, 향후 대책을 논의한 것으로 알려졌다. 5월 16일까지 윤창중은 자택 창문을 신문지로 가린 채 칩거 중이었다.
윤창중을 대한민국에서 처벌하기 위하여 대한민국의 여성 단체로 구성된 1000명은 윤창중을 업무상 지위를 이용하여 위력으로 추행, 기자회견에서 성추행 피해자에 대한 허위 사실을 유포한 명예훼손 혐의로, 6월 4일 11시 경에 서울중앙지방검찰청으로 고발장을 냈다.
2016년 5월 미국 워싱턴 D.C. 법에 따른 공소시효가 만료되었다.

## 저서
- 《김영삼 대통령과 청와대 사람들》 (고려원, 1994, ISBN 9788912123321)
- 《노무현의 비정규군 시대》 (에이엠비, 2005, ISBN 9788995547434)
- 《만취한 권력》 (해맞이, 2007, ISBN 9788990589125)
- 《청와대 뒷산에 다시 올라가라》 (해맞이, 2008, ISBN 9788990589255)
- 《윤창중의 촌철》 (해맞이, 2009, ISBN 9788990589286)
- 《정치 통탄한다》 (해맞이, 2010, ISBN 9788990589323)
- 《지성의 절개》 (해맞이미디어, 2011, ISBN 9788990589392)
- 《국민이 정치를 망친다》 (해맞이미디어, 2012, ISBN 9788990589446)

## 역대 선거 결과
| 실시년도 | 선거  | 대수 | 직책     | 선거구       | 정당   | 득표수   | 득표율         | 순위 | 당락 | 비고 |
| -------- | ----- | ---- | -------- | ------------ | ------ | -------- | -------------- | ---- | ---- | ---- |
| 2020년   | 총선  | 21대 | 국회의원 | 대구 동구 을 | 무소속 | 2,616 표 | \| \| 2.37% \| | 4위  | 낙선 |      |
|          | 2.37% |      |          |              |        |          |                |      |      |      |

## 같이 보기
- 김행
- 김학의
- 김형태
- 변양균
- 심재철
- 임내현
- 정우택
- 최연희
- 박희태
- 대한민국 대통령비서실